# Айшеджан Татари
Айшеджан Татари (на турски: Ayşecan Tatari) е турска актриса.

## Биография
Айшеджан Татари е родена на 9 март 1989 година в град Истанбул, Турция.

## Филмография
| Година | Филм               | Роля          |        |
| ------ | ------------------ | ------------- | ------ |
| 2000   | Evdeki Yabancı     | Назлъ Джанкат | Сериал |
| 2002   | Çocuklar Duymasın  | Дуйгу         | Сериал |
| 2004   | Çocuklar Ne Olacak | Дуйгу         | Сериал |